# Незгово
Не́згово — деревня в муниципальном округе Егорьевск Московской области России .

## География
Деревня Незгово расположена в северо-восточной части муниципального округа Егорьевск, примерно в 7 километрах к северо-востоку от города Егорьевск. В 500 метрах к западу от деревни протекает река Любловка. Высота над уровнем моря 135 метров.

## Название
В письменных источниках деревня упоминается как Мезыковская (1577 год), иногда Незыково, с 1858 года Незгово.

## История
До 1562 года деревня была государственной, затем принадлежала Чудову монастырю. С 1764 года перешла в ведение Коллегии экономии. Жители деревни относились к разряду государственных крестьян. В 1834 году (VIII ревизия) деревня числилась в составе экономической Лаптевской волости. После 1850 года деревня вошла в состав Поминовской волости Егорьевского уезда. Приходская церковь в селе Ново-Егорье (Власовское).
В 1926 году деревня входила в Клеменовский сельсовет Поминовской волости Егорьевского уезда.
До 1994 года Незгово входило в состав Клеменовского сельсовета Егорьевского района, в 1994—2004 годы — Клеменовского сельского округа, а в 1994—2006 годы — Саввинского сельского округа.
До 2015 года входила в состав сельского поселения Саввинское.

## Демография
В 1885 году в деревне проживало 248 человек, в 1905 году — 300 человек (157 мужчин, 143 женщины), в 1926 году — 133 человека (61 мужчина, 72 женщины). По переписи 2002 года — 32 человека (17 мужчин, 15 женщин). Население — 15 человек (2010).
| 1859 | 1868 | 1885 | 1905 | 1926 | 2002 | 2006 |
| ---- | ---- | ---- | ---- | ---- | ---- | ---- |
| 170  | ↗181 | ↗248 | ↗300 | ↘133 | ↘32  | ↗34  |
| 2010 |      |      |      |      |      |      |
| ↘15  |      |      |      |      |      |      |